# Ковердинський Петро
Ковердинський Петро (24 серпня 1900, Немиринці — †1966, Оломоуц) -український  військовий і громадський діяч, підприємець;  хорунжий гарматної бригади 6-ї Січової дивізії Армії УНР.

## Біографія
Закінчив Вінницьку чоловічу гімназію (22 серпня 1909—травень 1919). 
Вступив до лав Армії УНР (серпень 1919). 24 грудня 1919 інтернований поляками в табір Ланцута. З 8 березня 1920-го і до кінця року - у складі гарматної бригади 6-ї дивізії Армії УНР. Інтернований разом з частиною до табору Щипйорна. Перебував тут до 19 травня 1922 року. Дійсний слухач лісового відділу агрономічно-лісового факультету Української Господарської академії в Подєбрадах (1922-1927). 
Автор “Спогаду” - про переїзд на територію польської держави, пограбування поляками інтернованих, табір Ланцут з його жахами. 
| “Вдруге до польських таборів ніхто їхати не хотів (...) Всі відчували, що залишили рідну землю, де були панами, й прийшли на ласку сусіда, недавнього ворога”. |
Вже в Підволочиську поляки, крім зброї, забирали цукор, одяг та ін., а в Тернополі почався відвертий грабунок. 
| “З вигуками — psia krew, bolszewicy — ляхи вдерались до вагонів й не звертали увагу на те, чи дужий, чи хорий, здерали кожухи, чоботи, теплий одяг, а залишали дрантя. Тих, що оперались, били прикладами рушниць, штовхали ногами... З ненавистю та злобою стикали п’ястки та похвалялись віддячити ляхам при першій нагоді по нашому”. |
Автор прийшов до висновку , що табір Ланцут — Голгота для українських вояків, які опинилися в Польщі. 
Захистивши дипломну роботу з “успіхом дуже добрим”, здобув фах інженера-лісівника (11 квітня 1927). 
У вересні 1933 мешкав у Хусті, вул. Фанковича, 6. Його прізвище є в списку абсольвентів (випускників) УГА, які працювали в культурно-просвітньому, економічному і громадсько-політичному житті на землях Карпатської України та Пряшівщини.